# La Ceiba (Mérida)
La Ceiba es una localidad del municipio de Mérida en Yucatán, México.

## Toponimia
El nombre La Ceiba hace referencia a dicho árbol (ceiba pentandra).

## Demografía
Según el censo de 2005 realizado por el INEGI, la población de la localidad era de 1023 habitantes, de los cuales 480 eran hombres y 543 eran mujeres.
| 432                         | 552 | 860 | 1023 |
| (Fuente: INEGI [Consultar]) |     |     |      |